# Naturpark Amager
Naturpark Amager er en naturpark der består af det vestlige og sydlige Amager. Den har et areal på  på 3.500 hektar og  en kystlinje på omkring 25 kilometer. Naturparken består  af Amager- og Kalvebod Fælled, Kongelunden og Sydamagers kystlandskab. 
Naturparken er et enestående  kultur- og naturområde med vidtstrakte
vådområder med mange træk- og ynglefugle; her  findes omkring 300 eller flere fuglearter og over 450 plantearter hvoraf flere er sjældne.

## Baggrund
Naturparken er en del af netværket Danske Naturparker som er en mærkningsordning der administreres af Friluftsrådet. Området Amager Fælled, Kalvebod Fælled, Kongelunden og Dragør Sydstrand blev i januar 2015 formelt udpeget til Naturpark Amager. Bag udviklingen af projektet står et partnerskab  bestående af Naturstyrelsen, Københavns Kommune, Tårnby Kommune, Dragør Kommune og By & Havn.

## Naturbeskyttelse
En stor del af naturparken ligger i Natura 2000-område nr. 143 Vestamager og havet syd for. Arealerne syd for Øresundsmotorvejen er  udlagt som  
vildtreservat. og er omfattet af flere store naturfredninger. 
- Amager Fælled[6]
- Kalvebod Fælled[7]
- Sydamager[8]